# L'Almanacco
L'Almanacco è una rivista di studi storici e di ricerche sulla società contemporanea, nata a Reggio Emilia nel gennaio del 1982. È edita da Istituto per la Storia del Movimento Operaio e Socialista (ISMOS).
Diretta da Nando Odescalchi e Giorgio Boccolari, nell'ambito dell'Istituto per la storia del movimento operaio e socialista P. Marani, in venticinque anni di vita ha raccolto i più importanti approfondimenti sulla storia del socialismo padano tra ottocento e novecento.